# San Pietro Apostolo
San Pietro Apostolo er en by i Calabrien, Italien med 1.520 (2023) indbyggere.